# مديخ
البولب (بالإنجليزية: Polyp)‏ أو السليلة أو المديخ  هو طور مستطيل الشكل، يظهر في دورة الحياة كثير من الجوفمعويات، وفي كثير منها يتم تتابع الأجيال بينه وبين الشكل المدوزي، والبوليب هو الشكل السائد في المرجانيات والشقائق البحرية.

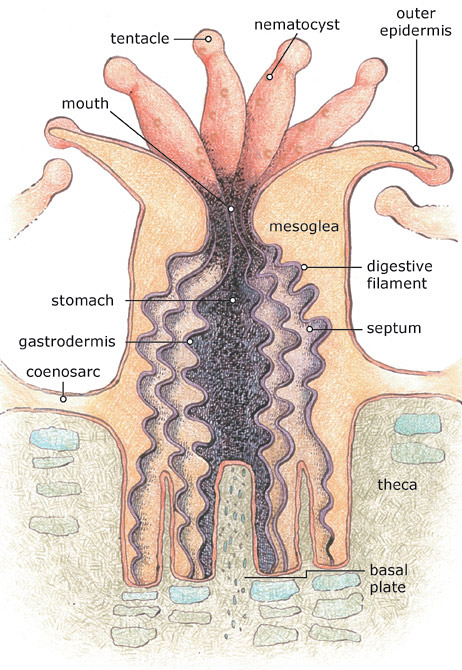
تشريح بوليب المرجان

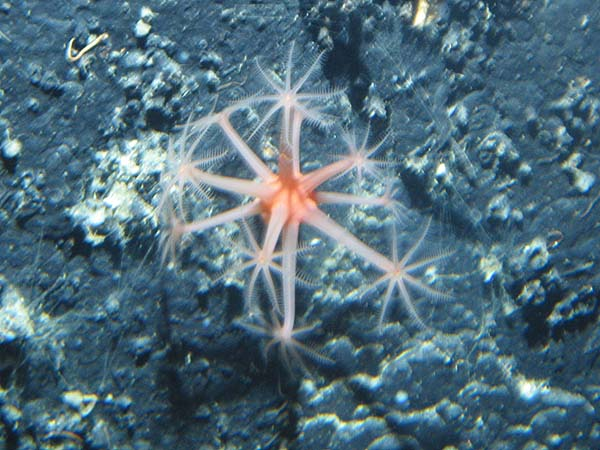
مرجان رخو صغير العمر له عدة من البوليب

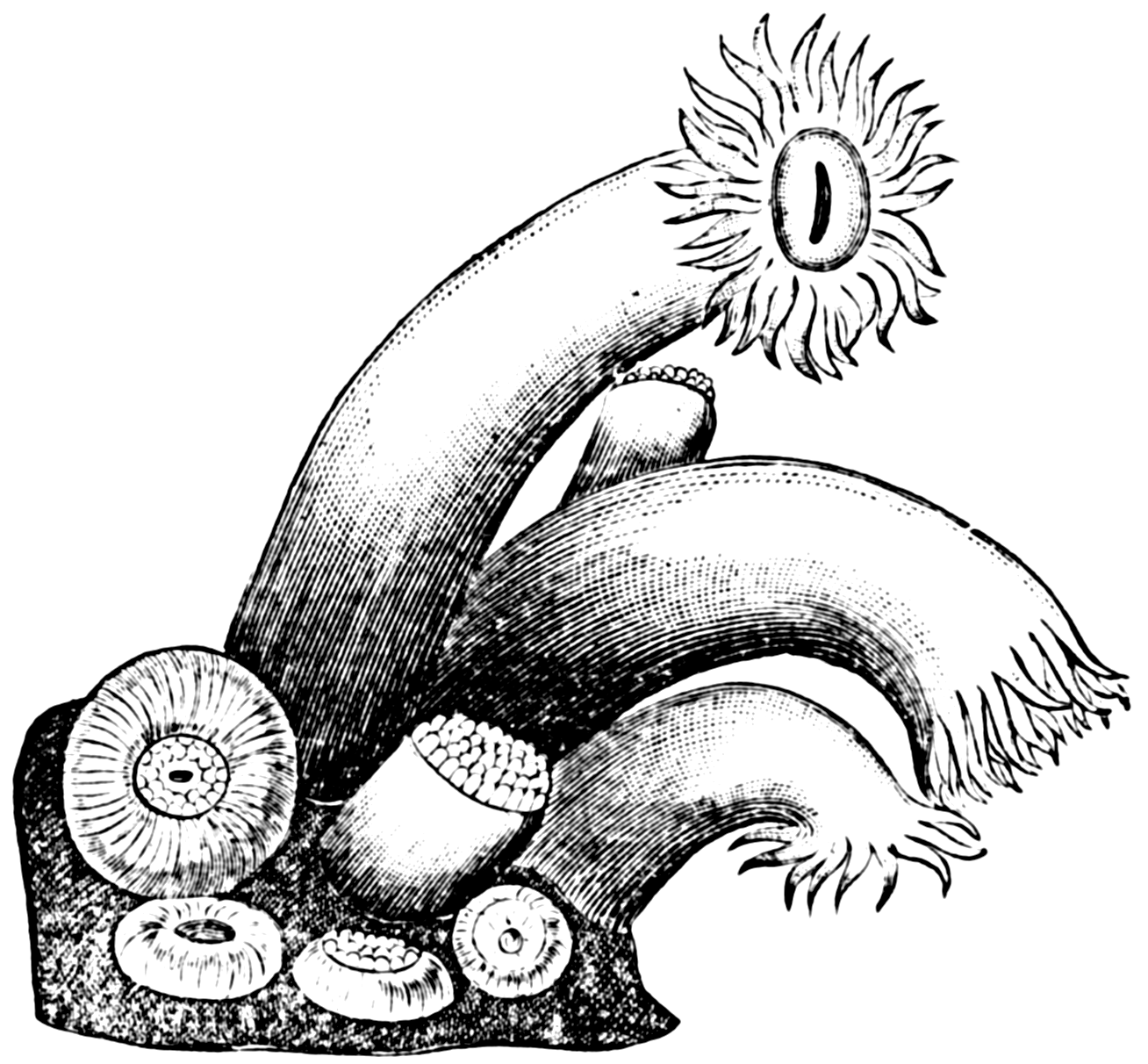
بوليبات

## اقرأ أيضا
- قنديل أعماق البحار
- قنديل البحر
- جوفمعويات
- بوليب (توضيح)